# Lymantria bisextilis
Lymantria bisextilis är en fjärilsart som beskrevs av Lambertus Johannes Toxopeus 1948. Lymantria bisextilis ingår i släktet Lymantria och familjen tofsspinnare. Inga underarter finns listade i Catalogue of Life.